# 9396 Yamaneakisato
9396 Yamaneakisato este un asteroid din centura principală, descoperit pe 17 august 1994, de Takao Kobayashi.